# اضطراب نهم الطعام
اضطراب نهم الطعام  (يرمز له اختصاراً BED من Binge Eating Disorder) هو اضطراب في تناول الطعام ويصنف كاضطراب بالإفراط بتناول الطعام بلا نوائب تطهير لاحقة . اكتشف هذا الاضطراب الطبيب النفسي والباحث ألبرت ستنكرد لأول مرة بعام 1959 كمتلازمة تناول الطعام ليلاً (NES) ، وأيضاً تم استخدام المصطلح اضطراب الإفراط في تناول الطعام لوصف نفس نوع سلوك تناول الطعام ولكن ليس فقط في فترة الليل . يؤدي اضطراب الإفراط بالطعام عادةً إلى السمنة وبالرغم من ذلك قد يظهر هذا الاضطراب لأفراد بوزن طبيعي . قد يكون هناك عامل وراثي جيني في اضطراب الإفراط في تناول الطعام مستقل عن مخاطر السمنة ، وهناك أيضاً ارتفاع بعدد حالات الاعتلال المشترك النفسي وتتراوح نسبة الأفراد المصابين باضطراب الإفراط في تناول الطعام و المرحلة الأولى من اضطراب الاعتلال المشترك النفسي من 78.9 % و 63.6% بالنسبة لأولئك المصابين باضطراب الإفراط بتناول الطعام الإكلينيكي .

## العلامات والأعراض
جميع ما سيذكر الآن هو مصنف في قائمة معايير DSM-IV
التي يجب أن تؤخذ بعين الاعتبار لتصنيف سلوك الشخص المصاب باضطراب الإفراط في تناول الطعام. أكدت الدراسات على الأهمية الكبيرة لهذه المعايير لتشخيص هذا الاضطراب .
- أثناء تناول الطعام لهذا الاضطراب تكون الكميات كبيرة جداً مقارنةً بالكميات الأشخاص الطبيعيين وبالفترة الزمنية القصيرة حيث يأكل المصاب بهذا الاضطراب في فترات زمنية متقاربة أي كل ساعتين تقريباً ، وأيضاً يصاحبه شعور فقدان التحكم (كفقدان التحكم بإيقاف تناول الطعام وبنوع الطعام وبكميته ).
- تستهلك مابين 5000 و 15000 سعره حرارية في خلال جلسة لمصاب الاضطراب في إفراط تناول الطعام.
- متوسط ظهور هذه الرغبة بالإفراط في تناول الطعام مرتين في الأسبوع على الأقل وتستمر لمدة 6 شهور .
- لا يرتبط اضطراب تناول الطعام بالسلوك التعويضي ولا يظهر أثناء النهام العصبي أو القهم العصبي.
- يكون الشخص جاد وقلق تجاه الإفراط بتناول الطعام.

ويجب على الفرد أيضاً التأكد من وجود 3 أعراض أو أكثر من الأعراض التالية :
- الشعور بالذنب أو الاشمئزاز أو الاكتئاب بعد الإفراط في تناول الطعام .
- تناول كميات كبيرة وغير اعتيادية من الطعام دفعة واحدة ، وتلك الكمية أكبر من أي كمية يمكن أن يتناولها شخص طبيعي.
- تناول الطعام بسرعة كبيرة أثناء نوبة الإفراط بتناول الطعام مقارنة بأوقات تناول الطعام بشكل طبيعي.
- تناول الطعام حتى شعور بعدم الراحة والغثيان نتيجة لتناول هذه الكميات من الطعام.
- تناول الطعام في حال الاكتئاب والملل .
- تناول كميات كبيرة من الطعام حتى في حال عدم الشعور بالجوع.
- تناول الطعام وحيداً في الغالب بخلال الفترات الطبيعية ، وذلك لمشاعر الحرج .

## الأسباب
هناك ارتباط بين ضبط النفس عند تناول الطعام و ظهور حالات من اضطراب الإفراط بتناول الطعام في العديد من التحقيقات وبشكل مقنع.
غالباً ما يعتقد ذوي اضطراب الإفراط بتناول الطعام بأن ينقصهم ضبط النفس ، قد يكون جذور هذا السلوك مرتبطة بشكل مباشر بإتباع نظام غذائي صارم. قد يبدأ اضطراب الإفراط بتناول الطعام عندما يترك الأفراد عادات الأكل القاسية . في حال إتباع نظام غذائي قاسي قريب للمجاعة أو يستهلك كميات كبيرة جداً من الطعام في وقت قصير قد يستعد الجسم لنمط سلوكي جديد .
تفسير العلاقة بين النظام الغذائي القاسي و الإفراط بتناول الطعام بوقت لاحق الأعداد الكبيرة من الأشخاص الذين أصبحوا عالقين في دورة خسارة الوزن واكتسابه ، وغالباً يتم اكتساب وزن أكثر بعد كل مرة يتبع فيها المصاب نظام غذائي .

## الأمراض المصاحبة
عادةً يكونون الأفراد ذوي اضطراب إفراط تناول الطعام مصابون بأمراض مصاحبة لهذا الاضطراب مثل:
- الاضطراب الاكتئابي
- أو اضطراب الشخصية
- أو اضطراب وجداني ثنائي القطب
- أو تعاطي مواد الإدمان
- أو اضطراب التشوه الجسمي
- أو هوس السرقة
- أو متلازمة القولون المتهيج
- أو متلازمة الألم العضلي المتفشي
- اضطراب القلق .

تتواجد أعراض اضطراب الإفراط بتناول الطعام في النهام العصبي . تختلف معايير التشخيص الرسمية ولكن في حال النهام العصبي فهذه الحالة تتكرر مرتين أسبوعياً على مدى 3 أشهر على الأقل وفي حال اضطراب الإفراط بتناول الطعام تستمر 6 أشهر على الأقل. ( تم تغيير ذلك في DSM-5 ) . بعكس النهام العصبي ، المصابين باضطراب الإفراط بتناول الطعام لا يقومون بالسلوكيات التعويضية مثل التطهير أو الصيام أو ممارسة التمارين الرياضية التعويضية بعد نوبة الإفراط بتناول الطعام.
بالإضافة إلى ذلك المصابين بالنهام العصبي عادةً يكونون بوزن طبيعي ، ومن الممكن أنهم قد عانوا من نقص الوزن أو زيادة بالوزن من قبل أو يكونوا ذوي وزن زائد . 
ذوي اضطراب الإفراط بتناول الطعام أكثر عرضة للإصابة بالسمنة .
يشابه اضطراب الإفراط بتناول الطعام الإفراط في الأكل القهري ولكن أيضاً يختلف معه . ذوي اضطراب الإفراط بتناول الطعام ليس لديهم دافع لا يقاوم لفرط التغذية ، وأيضاً لا يقضون وقتاً طويلاً في تخيل الطعام .
ولكن بعض الأشخاص المصابين باضطراب الإفراط بتناول الطعام لديهم مشاعر سلبية تجاه الطعام . كما في اضطرابات تناول الطعام الأخرى ، يعتبر اضطراب الإفراط بتناول الطعام اضطراب تعبيري أي اضطراب يعبر عن مشاكل نفسية عميقة . يعتقد بعض الباحثين أن اضطراب الإفراط بتناول الطعام أحد أفرع النهام العصبي أو شكل أبسط منه ،بينما يختلف البعض الآخر بأنه اضطراب مختلف عن النهام العصبي.
صنفت قائمة معايير DSM-IV اضطراب الإفراط بتناول الطعام تحت (EDNOS) ولحاجة إجراء المزيد من الأبحاث في عام 2013 كما نشرت DSM-5 اضطراب الإفراط بتناول الطعام لم يعد يندرج تحت (EDNOS) بينما أصبح له تشخيص خاص كاضطراب تناول الطعام

## علم الأوبئة
اضطراب الإفراط في تناول الطعام هو أحد أكثر أنواع الاضطرابات انتشاراً لدى البالغين. في دراسات متعلقة بانتشار اضطراب الإفراط بتناول الطعام يصيب هذا الاضطراب 2.0% من الرجال و 3.5% من النساء وهذا أعلى من المعدل الطبيعي في اضطرابات الأكل في القهم العصبي و النهام العصبي . ويرتبط أيضاً هذا الاضطراب مع زيادة السمنة.
نجد هذا الاضطراب في جميع الثقافات والأعراق. عادة ما يكتسب الأشخاص المصابين بالسمنة والأشخاص الذين لديهم اضطراب في تناول الطعام زيادة في الوزن في وزن مبكر مقارنةً بالأشخاص الطبيعيين . ومن المحتمل أيضاً اكتساب الوزن وفقدانه بشكل معتاد أو تصبح لديهم يقظة مفرطة باكتساب الوزن.
وتشمل أيضاً عوامل خطرة أخرى مثل سمنة الأطفال أو التعليقات انتقاديه عن الوزن أو ضعف تقدير الذات أو الاكتئاب أو تحرش جسدي أو جنسي للأطفال . أظهرت دراسات لعلم الوارثة في السلوك بأن اضطراب الإفراط بتناول الطعام قد يكون وراثي. 
وقد وجد أن 20% من الأقارب الذين يعانون من السمنة المفرطة لديهم اضطرابات في تناول الطعام وأيضاً يعانون من اضطراب الإفراط بتناول الطعام ، مقارنةً ب 9% من الأقارب الذين يعانون من السمنة ولا يعانون من أي اضطرابات في تناول الطعام .

## المضاعفات والمخاطر الصحية
الأشخاص ذوي الوزن الصحي قد يبالغون في تناول الطعام أحيانا وهذه العادة تستهلك كميات كبيرة من الطعام في وقت قصير و تؤدي في النهاية لزيادة الوزن والسمنة.
العواقب الصحية لهذا النوع من اضطرابات الطعام أحدها هي زيادة الوزن المترتبة على نوبة الإفراط بتناول الطعام. 
قد يمرض الأشخاص ذوي اضطراب الإفراط بتناول الطعام وذلك بسبب غياب التغذية السليمة . وعادة تشمل نوبات اضطراب الإفراط بتناول الطعام أطعمة تحتوي على نسب عالية من الدهون أو السكر أو الملح أو جميعها ونسبة قليلة من الفيتامينات والمعادن. غالباً ما يكون الأشخاص مستاءين من اضطرابهم بتناول الطعام وقد يصابون بالاكتئاب .
أولئك الذين يعانون من البدانة والإفراط في تناول الطعام معرضين للخطر للأمراض المصاحبة والمرتبطة بالبدانة مثل النمط الثاني من داء السكري و أمراض القلب والأوعية الدموية ( مثل ارتفاع ضغط الدم و أمراض القلب) ومشاكل بالجهاز الهضمي (مثل أمراض المرارة) وارتفاع مستوى الكولسترول ومشاكل بالعضلات والعظام وتوقف التنفس أثناء النوم.
غالباً ما يكون الأفراد المصابين باضطراب الإفراط بتناول الطعام بشكل عام لديهم جودة شاملة للحياة بشكل أقل و أيضاً تواجههم صعوبات اجتماعية. معظم الأشخاص الذين يعانون من اضطراب الإفراط بتناول الطعام حاولوا التحكم به بأنفسهم ولكن لم يستمر ذلك لفترة طويلة من الزمن.

## سلوكيات تناول الطعام
- ترك مائدة الطعام بمجرد الانتهاء من تناوله.
- المضغ الجيد للطعام مع تناوله ببطء.
- التوقف لفترات قصيرة أثناء تناول الطعام.
- تناول الطعام في طبق صغير خاص بك بكمية محددة ثابتة يوميا.